# Arthur Gómez
Arthur Gómez (Banjul, 12 febbraio 1984) è un ex calciatore gambiano di origini equatoguineane, di ruolo attaccante.

## Carriera

### Club
Inizia a giocare in patria con il Banjul Hawks, per poi trasferirsi nel 2001 in Inghilterra allo Manchester Utd, che lo gira immediatamente in prestito ai belgi dell'Anversa, con cui si divide tra la massima serie (le prime due stagioni) e la seconda serie (nella terza stagione). Nel 2005, viene di nuovo girato in prestito, questa volta allo Dessel Sport, sempre nella serie cadetta belga, dove non colleziona presenze. Quindi, nel 2006, viene acquistato dai cinesi dell'Henan Jianye, dove rimane per due stagioni (2006 e 2007). Chiude la carriera nell'Engordany, ad Andorra.

### Nazionale
Tra il 2001 e il 2003, ha giocato nove partite con la nazionale gambiana, realizzandovi anche due reti.

## Statistiche

### Cronologia presenze e reti in nazionale
| Cronologia completa delle presenze e delle reti in nazionale ― Gambia | Cronologia completa delle presenze e delle reti in nazionale ― Gambia | Cronologia completa delle presenze e delle reti in nazionale ― Gambia | Cronologia completa delle presenze e delle reti in nazionale ― Gambia | Cronologia completa delle presenze e delle reti in nazionale ― Gambia | Cronologia completa delle presenze e delle reti in nazionale ― Gambia | Cronologia completa delle presenze e delle reti in nazionale ― Gambia | Cronologia completa delle presenze e delle reti in nazionale ― Gambia |
| Data                                                                  | Città                                                                 | In casa                                                               | Risultato                                                             | Ospiti                                                                | Competizione                                                          | Reti                                                                  | Note                                                                  |
| --------------------------------------------------------------------- | --------------------------------------------------------------------- | --------------------------------------------------------------------- | --------------------------------------------------------------------- | --------------------------------------------------------------------- | --------------------------------------------------------------------- | --------------------------------------------------------------------- | --------------------------------------------------------------------- |
| 30-3-2003                                                             | Bakau                                                                 | Gambia                                                                | 0 – 0                                                                 | Senegal                                                               | Qual. Coppa d'Africa 2004                                             | -                                                                     | 68’                                                                   |
| 7-6-2003                                                              | Dakar                                                                 | Senegal                                                               | 3 – 1                                                                 | Gambia                                                                | Qual. Coppa d'Africa 2004                                             | -                                                                     |                                                                       |
| 12-10-2003                                                            | Bakau                                                                 | Gambia                                                                | 2 – 0                                                                 | Liberia                                                               | Qual. Mondiali 2006                                                   | -                                                                     | 81’                                                                   |
| 16-11-2003                                                            | Monrovia                                                              | Liberia                                                               | 3 – 0                                                                 | Gambia                                                                | Qual. Mondiali 2006                                                   | -                                                                     |                                                                       |
| Totale                                                                |                                                                       | Presenze                                                              | 9                                                                     |                                                                       | Reti                                                                  | 2                                                                     |                                                                       |